# NGC 744
NGC 744 ist ein offener Sternhaufen vom Trumpler-Typ IV2p im Sternbild Perseus am Nordsternhimmel. Er hat eine scheinbare Helligkeit von 7,9 mag und einen scheinbaren Durchmesser von 11 Bogenminuten. Die Entfernung des Sternhaufens zur Erde wird auf etwa 3900 Lichtjahre, sein Alter auf 180 Millionen Jahre geschätzt. Er beinhaltet etwa 20 Sterne.
Das Objekt wurde am 28. November 1831 von John Frederick William Herschel entdeckt.